# میرکو استویانوویچ
میرکو استویانوویچ (کرواتی: Mirko Stojanović؛ زادهٔ ۱۱ ژوئن ۱۹۳۹) بازیکن فوتبال اهل یوگسلاوی بود.
از باشگاه‌هایی که در آن بازی کرده‌است می‌توان به باشگاه فوتبال ستاره سرخ بلگراد و باشگاه فوتبال دینامو زاگرب اشاره کرد.
وی همچنین در تیم ملی فوتبال یوگسلاوی بازی کرده‌است.